# Europees kampioenschap voetbal onder 18 - 1983
Het Europees kampioenschap voetbal mannen onder 18 werd gehouden in 1983 in Engeland. Er werd gespeeld vanaf 13 mei tot en met 22 mei 1983. Het toernooi werd gewonnen door Frankrijk. In de finale werd Tsjecho-Slowakije met 1–0 verslagen. Engeland werd derde.

## Kwalificatie
| Groep    | Team 1            | Totaal | Team 2                         | 1e wedstrijd | 2e wedstrijd |
| -------- | ----------------- | ------ | ------------------------------ | ------------ | ------------ |
| Groep 1  | Ierland           | 2–1    | IJsland                        | 1–1          | 1–0          |
| Groep 3  | Zweden            | 2–1    | Denemarken                     | 0–0          | 2–1          |
| Groep 4  | Finland           | 2–1    | Noorwegen                      | 0–0          | 2–1          |
| Groep 5  | Sovjet-Unie       | 2–2    | Polen                          | 1–0          | 1–2          |
| Groep 6  | Tsjecho-Slowakije | 3–1    | Duitse Democratische Republiek | 1–0          | 2–1          |
| Groep 7  | België            | 5–1    | Luxemburg                      | 1–1          | 4–0          |
| Groep 8  | Frankrijk         | 2–2    | Portugal                       | 1–2          | 1–0          |
| Groep 9  | Spanje            | 2–1    | Nederland                      | 0–1          | 2–1          |
| Groep 10 | West-Duitsland    | 3–1    | Zwitserland                    | 2–0          | 1–1          |
| Groep 11 | Italië            | 6–0    | Malta                          | 3–0          | 3–0          |
| Groep 12 | Roemenië          | 6–1    | Cyprus                         | 1–1          | 5–0          |
| Groep 14 | Bulgarije         | 4–1    | Albanië                        | 4–0          | 0–1          |
| Groep 15 | Turkije           | 4–3    | Griekenland                    | 0–2          | 4–1          |

Groep 2
| Pos | Team          | Wed | W | G | V | Ptn | DV | DT | +/− | Kwalificatie   |     | SCO | WAL | NIR |
| --- | ------------- | --- | - | - | - | --- | -- | -- | --- | -------------- | --- | --- | --- | --- |
| 1   | Schotland     | 4   | 3 | 1 | 0 | 7   | 8  | 2  | +6  | Gekwalificeerd |     | —   | 1–1 | 3–1 |
| 2   | Wales         | 4   | 1 | 2 | 1 | 4   | 4  | 3  | +1  |                |     | 0–1 | —   | 2–0 |
| 3   | Noord-Ierland | 4   | 0 | 1 | 3 | 1   | 2  | 9  | −7  |                | 0–3 | 1–1 | —   |     |

Groep 13
| Pos | Team        | Wed | W | G | V | Ptn | DV | DT | +/− | Kwalificatie   |     | YUG | HUN | AUT |
| --- | ----------- | --- | - | - | - | --- | -- | -- | --- | -------------- | --- | --- | --- | --- |
| 1   | Joegoslavië | 4   | 3 | 0 | 1 | 6   | 10 | 3  | +7  | Gekwalificeerd |     | —   | 3–2 | 2–0 |
| 2   | Hongarije   | 4   | 3 | 0 | 1 | 6   | 5  | 3  | +2  |                |     | 1–0 | —   | 1–0 |
| 3   | Oostenrijk  | 4   | 0 | 0 | 4 | 0   | 0  | 9  | −9  |                | 0–5 | 0–1 | —   |     |

## Groepsfase

### Groep A
| Pos. | Land              | GW | W | G | V | DV | DT | +/− | Ptn. |
| ---- | ----------------- | -- | - | - | - | -- | -- | --- | ---- |
| 1    | Tsjecho-Slowakije | 3  | 1 | 2 | 0 | 4  | 2  | +2  | 4    |
| 2    | West-Duitsland    | 3  | 2 | 0 | 1 | 5  | 4  | +1  | 4    |
| 3    | Bulgarije         | 3  | 1 | 1 | 1 | 2  | 3  | –1  | 3    |
| 4    | Zweden            | 3  | 0 | 1 | 2 | 1  | 3  | –2  | 1    |

|             |                   |     |                |         |
| 13 mei 1983 | Tsjecho-Slowakije | 3–1 | West-Duitsland | Burnley |
| 13 mei 1983 |                   |     |                | Burnley |

|             |           |     |        |         |
| 13 mei 1983 | Bulgarije | 1–0 | Zweden | Preston |
| 13 mei 1983 |           |     |        | Preston |

|             |                   |     |           |        |
| 15 mei 1983 | Tsjecho-Slowakije | 0–0 | Bulgarije | Oldham |
| 15 mei 1983 |                   |     |           | Oldham |

|             |                |     |        |        |
| 15 mei 1983 | West-Duitsland | 1–0 | Zweden | Bolton |
| 15 mei 1983 |                |     |        | Bolton |

|             |                   |     |        |            |
| 17 mei 1983 | Tsjecho-Slowakije | 1–1 | Zweden | Manchester |
| 17 mei 1983 |                   |     |        | Manchester |

|             |                |     |           |           |
| 17 mei 1983 | West-Duitsland | 3–1 | Bulgarije | Liverpool |
| 17 mei 1983 |                |     |           | Liverpool |

### Groep B
| Pos. | Land        | GW | W | G | V | DV | DT | +/− | Ptn. |
| ---- | ----------- | -- | - | - | - | -- | -- | --- | ---- |
| 1    | Italië      | 3  | 2 | 1 | 0 | 5  | 1  | +4  | 5    |
| 2    | Joegoslavië | 3  | 2 | 0 | 1 | 5  | 3  | +2  | 4    |
| 3    | Roemenië    | 3  | 1 | 0 | 2 | 6  | 4  | +2  | 2    |
| 4    | Turkije     | 3  | 0 | 1 | 2 | 2  | 10 | –8  | 1    |

|             |             |     |          |           |
| 13 mei 1983 | Joegoslavië | 2–0 | Roemenië | Aldershot |
| 13 mei 1983 |             |     |          | Aldershot |

|             |        |     |         |        |
| 13 mei 1983 | Italië | 1–1 | Turkije | Londen |
| 13 mei 1983 |        |     |         | Londen |

|             |        |     |             |        |
| 15 mei 1983 | Italië | 2–0 | Joegoslavië | Londen |
| 15 mei 1983 |        |     |             | Londen |

|             |          |     |         |         |
| 15 mei 1983 | Roemenië | 6–0 | Turkije | Reading |
| 15 mei 1983 |          |     |         | Reading |

|             |             |     |         |         |
| 17 mei 1983 | Joegoslavië | 3–1 | Turkije | Watford |
| 17 mei 1983 |             |     |         | Watford |

|             |        |     |          |        |
| 17 mei 1983 | Italië | 2–0 | Roemenië | Londen |
| 17 mei 1983 |        |     |          | Londen |

### Groep C
| Pos. | Land        | GW | W | G | V | DV | DT | +/− | Ptn. |
| ---- | ----------- | -- | - | - | - | -- | -- | --- | ---- |
| 1    | Engeland    | 3  | 2 | 0 | 1 | 4  | 2  | +2  | 4    |
| 2    | Schotland   | 3  | 1 | 1 | 1 | 4  | 4  | 0   | 3    |
| 3    | Spanje      | 3  | 1 | 1 | 1 | 2  | 2  | 0   | 3    |
| 4    | Sovjet-Unie | 3  | 1 | 0 | 2 | 2  | 4  | –2  | 2    |

|             |          |     |        |                |
| 13 mei 1983 | Engeland | 1–0 | Spanje | Stoke-on-Trent |
| 13 mei 1983 |          |     |        | Stoke-on-Trent |

|             |           |     |             |            |
| 13 mei 1983 | Schotland | 3–0 | Sovjet-Unie | Birmingham |
| 13 mei 1983 |           |     |             | Birmingham |

|             |          |     |           |            |
| 15 mei 1983 | Engeland | 3–0 | Schotland | Birmingham |
| 15 mei 1983 |          |     |           | Birmingham |

|             |        |     |             |            |
| 15 mei 1983 | Spanje | 1–0 | Sovjet-Unie | Shrewsbury |
| 15 mei 1983 |        |     |             | Shrewsbury |

|             |             |     |          |            |
| 17 mei 1983 | Sovjet-Unie | 2–0 | Engeland | Birmingham |
| 17 mei 1983 |             |     |          | Birmingham |

|             |        |     |           |               |
| 17 mei 1983 | Spanje | 2–0 | Schotland | Wolverhampton |
| 17 mei 1983 |        |     |           | Wolverhampton |

### Groep D
| Pos. | Land      | GW | W | G | V | DV | DT | +/− | Ptn. |
| ---- | --------- | -- | - | - | - | -- | -- | --- | ---- |
| 1    | Frankrijk | 3  | 2 | 1 | 0 | 7  | 3  | +4  | 5    |
| 2    | Ierland   | 3  | 1 | 2 | 0 | 2  | 1  | +1  | 4    |
| 3    | Finland   | 3  | 1 | 1 | 1 | 5  | 3  | +2  | 3    |
| 4    | België    | 3  | 0 | 0 | 3 | 1  | 8  | –7  | 0    |

|             |         |     |        |           |
| 13 mei 1983 | Ierland | 1–0 | België | Sheffield |
| 13 mei 1983 |         |     |        | Sheffield |

|             |           |     |         |              |
| 13 mei 1983 | Frankrijk | 3–1 | Finland | Huddersfield |
| 13 mei 1983 |           |     |         | Huddersfield |

|             |         |     |         |          |
| 15 mei 1983 | Finland | 0–0 | Ierland | Barnsley |
| 15 mei 1983 |         |     |         | Barnsley |

|             |           |     |        |            |
| 15 mei 1983 | Frankrijk | 3–1 | België | Nottingham |
| 15 mei 1983 |           |     |        | Nottingham |

|             |           |     |         |       |
| 17 mei 1983 | Frankrijk | 1–1 | Ierland | Leeds |
| 17 mei 1983 |           |     |         | Leeds |

|             |         |     |        |           |
| 17 mei 1983 | Finland | 4–0 | België | Sheffield |
| 17 mei 1983 |         |     |        | Sheffield |

## Knock-outfase
|  | Halve finale      | Halve finale    |   |                 | Finale            | Finale |
|  |                   |                 |   |                 |                   |        |
|  | 20 mei – Londen   |                 |   |                 |                   |        |
|  | Tsjecho-Slowakije | 1 (4)           |   |                 |                   |        |
|  | Engeland          | 1 (2)           |   |                 |                   |        |
|  |                   |                 |   |                 |                   |        |
|  |                   |                 |   |                 | 22 mei – Londen   |        |
|  |                   |                 |   |                 | Tsjecho-Slowakije | 0      |
|  |                   | Frankrijk       | 1 |                 |                   |        |
|  |                   |                 |   |                 |                   |        |
|  |                   |                 |   |                 | Derde plaats      |        |
|  | 20 mei – Londen   | 20 mei – Londen |   | 22 mei – Londen | 22 mei – Londen   |        |
|  | Italië            | 0               |   | Engeland        | 1 (4)             |        |
|  | Frankrijk         | 1               |   |                 | Italië            | 1 (2)  |

### Finale
|             |            |     |                   |                                                                                  |
| 22 mei 1983 | Frankrijk  | 1–0 | Tsjecho-Slowakije | White Hart Lane, Londen Toeschouwers: 4.593 Scheidsrechter: Zoran Petrović (YUG) |
| 22 mei 1983 | Reuzeau 7' |     |                   | White Hart Lane, Londen Toeschouwers: 4.593 Scheidsrechter: Zoran Petrović (YUG) |